# 毛瑟MG213轉輪式機炮
毛瑟MG213（英語：Mauser MG 213）是一款由德国槍械製造商毛瑟公司在第二次世界大战期間為納粹德國空軍而研製的20毫米單管轉輪式航空機炮。

## 歷史
帝國航空部要求一款射速1,000發／分鐘、初速1,000米／秒的20毫米的航空機炮。由於當時現有的槍機系統無法應對這樣的高性能參數，這武器需要完全重新研發。而且槍械以上的每個膛室都只能裝填、點燃並且射出一發彈藥，這極嚴重地限制了整個系統的射速。而且槍械在空中的射擊和操作能力亦受到纏鬥期間形成的G力所重大影響。
1944年，毛瑟公司開始對MG213A機炮的現代化工作。設計人員在進行舊型機炮的現代化改造時改變了他倆的概念，並且引申出第一款轉輪式機炮——MG-213C的全新改進。
在新版本以上採用了自19世紀以來已知的左輪手槍以上的弹巢系統，將槍管與膛室分離。結果，閉鎖系統的線性運動變成了旋轉運動，而這樣一來就可明顯地增加射速和可靠性。此外，原來的氣動式裝彈機也被移除了。
1944年至1945年間，MG213C安裝在梅塞施密特Me 262A-1a「飛燕」战斗机進行了火力測試。儘管該航空機炮表現的性能優秀，但由於第二次世界大戰的結束，它並未投入到大量生產階段，只生產了15門原型就研發結束了。

## 操作
該航空機炮是由毛瑟所研發，但就目前資料所知，它從未投入過實戰。它是從早期的設計，MG213A所研發出來的。MG213A採用了氣動式操作，充分地利用從炮管帶到導氣管的高壓燃氣。在MG 213當中，在主體後方的轉輪匣的直接運動被改為裝有從動件的對角線式凸輪。凸輪使得裝填器發揮作用，將彈藥裝入轉輪型彈巢並且轉動轉輪匣。密封是藉由包覆轉輪型彈巢和以耐熱鋼製的後膛所實現。這項創新可讓其在燃氣氣壓非常高以下作膛室運動。而轉輪的旋轉軸線位於炮管軸線的下方。轉輪匣具有五個膛室，在操作、供彈、擊發和抽殼的過程中至少填滿了當中3個膛室。從後面看時，彈巢為逆時針旋转。彈巢在5點鐘位置上彈、在12點鐘位置開火，並且在10點鐘位置抽殼，而直到返回5點鐘位置前都是空膛狀態。

## 延伸研發
雖然該航空機炮從未投入於戰爭當中使用，但在發現這案例以後，隨即引起了瑞士、英國、法國和美國的機炮開發人員的注意。而這些原理所形成的基礎，亦促使了盟軍當中的西方國家於戰後的多款武器的研發進度。
以其為基礎研製的30毫米口徑版本MG213C或MK213，更是進一步引申為英國「亞丁」（ADEN）、法國「德發」（DEFA）、瑞士歐瑞康KCA等轉輪式機炮的範本；而20毫米口徑版本則引申為美國的M39機炮。其中英國「亞丁」就是在八年後研發來的，而美國的M39E亦在朝鲜战争期間投入了戰鬥評估。瑞典空軍採用了由瑞士軍備製造商歐瑞康康特拉韋斯公司（英語：Oerlikon Contraves，在2009年與萊茵金屬公司合併後更名為萊茵金屬防空公司）所生產的30毫米KCA，在1978年至2005年間被用作為萨博JA 37「雷」式的衍生型JA 37攔截機的機砲安裝在適形筴艙內，命名為M/75機炮。奧瑞康206RK和302RK亦是以MG213為藍本。
轉輪式機炮在二戰以後的德國亦得到進一步的發展。最重要的是，由毛瑟公司（其後成為莱茵金属集團的一部分）所負責研發。目前，萊茵金屬生產毛瑟BK-27和35/1000兩款轉輪式機炮。

## 資料來源
1. ↑  異說為20×135毫米或20×85毫米B。
2. ↑  異說為30×84毫米或30×85毫米B。
3. ↑  .   [2019-01-03]. （原始内容存档于2019-01-04）.
4. ↑  .   [2019-01-03]. （原始内容存档于2018-08-14）.
5. 1 2   (PDF).   [2019-01-03]. （原始内容存档 (PDF)于2019-08-12）.

## 延伸閱讀
- Walter Schmid; Mauser-Werke Oberndorf. . DWJ. 2004. ISBN 978-3-936632-38-5.

## 外部連接
- （英文）—Foto （页面存档备份，存于）
- （英文）—MG213 機炮構造 （页面存档备份，存于）